# Élise Galpérine
Pour les articles homonymes, voir Galpérine.
Élise Galpérine, née Élise  Lefebvre en 1964 à Paris, est une écrivaine et juriste français.

## Biographie
Élise Lefebvre, née à Paris en 1964, épouse Alexis Galpérine, violoniste et professeur au Conservatoire national supérieur de musique et de danse de Paris (CNSMD),.

## Œuvre romanesque
Élise Galpérine publie Le Murmure des tissus, son premier roman, en 2010, puis un second roman en 2012, La Folie Giovanna. Son écriture est liée à la poésie de Rimbaud, à l'enfance et à la souffrance ; elle évoque aussi le style de Proust par le soin apporté aux descriptions. La Vraie Histoire de John Doe est publié en 2019.

### Le Murmure des tissus
À la parution de son premier roman, Le Figaro littéraire écrit « Broderies, étoffes, draps, vêtements, rideaux, passementerie, souliers, accessoires : voilà une délicieuse balade poétique dans l'univers varié et bariolé des tissus, présentée par de courts fragments. Lexique rare et oublié (longères, contouche, guimpe, giroline, point de gribiche…), références historiques ou littéraires, expressions et proverbes liés au monde de la couture et de la mercerie, anecdotes insolites, étymologies... Élise Galpérine a réussi là un tour de force bien troussé, qu'on ne se lasse pas de lire. » et le journaliste et écrivain Jacques Drillon écrit dans le magazine Le Nouvel Observateur : « […]Il se trouve sans doute des ouvrages plus complets que celui-ci, plus encyclopédiques. Mais un livre qui ait plus de charme, non, cela ne se peut pas. ».

### La Folie Giovanna
De la fin du XIXe siècle jusqu’à l’entre-deux-guerres, ce roman retrace la vie de deux sœurs, Giovanna et Louise, la narratrice, jeunes filles de bonne famille qui évoluent dans la belle société d'une ville du Vercors. Leurs parents ont de belles situations, elles ont toutes les deux fait de beaux mariages et leurs maris ont de belles situations. Toutefois, même dans ce monde protégé, le malheur peut survenir. Sournois, il frappe là où il est sûr de faire le plus mal, dans l’innocence même d’un enfant. Dès lors, la famille se soude, mais se fragilise en même temps.
Les jurés du prix 2011 des lecteurs du magazine L’Express disent de ce roman que « C’est un roman écrit tout en finesse, autant pour le style que pour la manière d’aborder les personnages ».

### La Vraie Histoire de John Doe
De l’Angleterre médiévale à l’Amérique moderne, l’existence des archétypes judiciaires se déploie au-delà des murs des tribunaux, dans la littérature, les films, ou l’inconscient des peuples. Un contrepoint romanesque scande le texte, en sorte que le style et la forme démontrent le contenu : l’intimité du juridique et de l’imaginaire.

### Participation à des salons littéraires et festivals
Elle a été invitée par des salons littéraires à Paris, au Mans (25e heure du livre) ; elle fait partie des seize auteurs sélectionnés par le salon du premier roman à Laval.

## Juriste
Agent artistique pour des musiciens pendant une dizaine d’années, elle a notamment représenté les pianistes Jean-Louis Haguenauer et Hortense Cartier –Bresson. Elle a participé aux films « La Belle verte » de Coline Serreau (1996) et « Marion » de Manuel Poirier (1996). En tant qu’agent littéraire, elle a travaillé pour Jacques Drillon et pour le compositeur Henri Dutilleux (livre d’entretiens « Mystère et mémoire des sons », Actes sud). Elle est l’auteur de nombreux articles sur le droit des artistes, notamment à La Lettre du musicien où elle tient une chronique.
Élise Galpérine a été chargée de cours à l'université Paris-Sorbonne-Abou Dabi et entre 1985 et 2020 à l'unité de formation et de recherche de droit de l'université Paris Descartes à Malakoff (Hauts-de-Seine) où elle enseigne le droit anglais.

## Publications

### Ouvrages
- Le Murmure des tissus, Éditions Nicolas Chaudun distribuées par Actes Sud, novembre 2010,  (ISBN 978-2-35039-100-7) (BNF 42327921).
- La Folie Giovanna, Éditions Nicolas Chaudun distribuées par Actes Sud, février 2012,  (ISBN 2-35039-120-5)
- La Vraie Histoire de John Doe, éditions Classiques-Garnier, mai 2019,  (ISBN 978-2-406-08336-8).
- Ouvrage collectif : « Le Musicien d'orchestre » in L'Orchestre symphonique, Revue 303, 2011.

### Articles
- « Rapport juridique » in La Généalogie à l'école, Paris, Cercle généalogique et héraldique de l'Éducation nationale (CGHEN), 1990, no 23.
- « Le Métier de Musicien », chroniques in La Lettre du Musicien, 1994-2010.
- « Fiscalité des opérations de finance islamique : l'analyse du juge anglais », in Revue de Droit Fiscal, LexisNexis, 2015, p. 454.
- « L'interprétation des contrats en droit anglais », in L'actualité juridique en droit immobilier, (AJDI) Dalloz, 2016, p. 491.
- « Value Added Tax on the Sales of Works of Art », Bruylant, in revue Entertainment, droit, média, art, culture 2017/6, p. 467.

## Pour approfondir